# Eliane Brum
Pour les articles homonymes, voir Brum.
Eliane Brum (né à Ijuí en mars 1966) est une journaliste, écrivaine et documentariste brésilienne,.
Elle est diplômée de l'Université pontificale catholique de Rio Grande do Sul (PUC-RS), en 1988, et a remporté plus de 40 prix nationaux et internationaux pour son travail en tant que journaliste. Elle a reçu 4 fois le Trophée de la presse féminine, le dernier étant en 2017,.
Elle a travaillé 11 ans à Zero Hora, Porto Alegre, et 10 ans comme reporter spécial de la revue Época, à São Paulo. Dès octobre 2013, elle signe une colonne d'opinion dans le journal El País.
Elle a écrit plusieurs livres, dont Uma Duas, Coluna Prestes – O Avesso da Lenda, A vida que ninguém vê et O Olho da Rua. Pour A vida que ninguém vê elle a reçu le Prix Jabuti, en 2007.
En 2010, elle été l'une des lauréates du 27e Prix international de journalisme roi d'Espagne pour son travail O Islã dos Manos, à propos de la présence de la religion islamique dans les banlieues des villes brésiliennes.
Elle a co-réalisé trois documentaires : Uma História Severina, Gretchen Filme Estrada et Laerte-se.